# Grand Prix Formule 1 van Italië 2016
De Grand Prix Formule 1 van Italië 2016 werd gehouden op 4 september 2016 op het Autodromo Nazionale Monza. Het was de veertiende race van het kampioenschap.

## Achtergrond
Op 1 september, de donderdag voorafgaand aan de race, maakte Williams-coureur Felipe Massa bekend dat hij na vijftien jaar en 250 Grands Prix zijn Formule 1-carrière aan het einde van het seizoen zal beëindigen.
Na afloop van de kwalificatie maakte ook McLaren-coureur Jenson Button bekend dat hij in 2017 niet op de Formule 1-grid zal staan. Hij heeft wel een tweejarig contract met het team getekend als ambassadeur en kan worden ingezet als het team een coureur nodig heeft. Voor het seizoen 2017 zal Button worden vervangen door de Belg Stoffel Vandoorne, die zijn debuut maakte voor McLaren tijdens de Grand Prix van Bahrein eerder in 2016 als vervanger van de geblesseerde Fernando Alonso.

## Vrije trainingen

### Uitslagen
- Er wordt enkel de top-5 weergegeven.

| Vrije training 1 | Pos | No | Coureur          | Constructeur         | Tijd     |
| ---------------- | --- | -- | ---------------- | -------------------- | -------- |
| Vrije training 1 | 1   | 6  | Nico Rosberg     | Mercedes             | 1:22.959 |
| Vrije training 1 | 2   | 44 | Lewis Hamilton   | Mercedes             | 1:23.162 |
| Vrije training 1 | 3   | 7  | Kimi Räikkönen   | Ferrari              | 1:24.047 |
| Vrije training 1 | 4   | 5  | Sebastian Vettel | Ferrari              | 1:24.307 |
| Vrije training 1 | 5   | 11 | Sergio Pérez     | Force India-Mercedes | 1:24.650 |
| Vrije training 2 | Pos | No | Coureur          | Constructeur         | Tijd     |
| Vrije training 2 | 1   | 44 | Lewis Hamilton   | Mercedes             | 1:22.801 |
| Vrije training 2 | 2   | 6  | Nico Rosberg     | Mercedes             | 1:22.994 |
| Vrije training 2 | 3   | 5  | Sebastian Vettel | Ferrari              | 1:23.254 |
| Vrije training 2 | 4   | 7  | Kimi Räikkönen   | Ferrari              | 1:23.427 |
| Vrije training 2 | 5   | 33 | Max Verstappen   | Red Bull-TAG Heuer   | 1:23.732 |
| Vrije training 3 | Pos | No | Coureur          | Constructeur         | Tijd     |
| Vrije training 3 | 1   | 44 | Lewis Hamilton   | Mercedes             | 1:22.008 |
| Vrije training 3 | 2   | 6  | Nico Rosberg     | Mercedes             | 1:22.401 |
| Vrije training 3 | 3   | 5  | Sebastian Vettel | Ferrari              | 1:22.946 |
| Vrije training 3 | 4   | 7  | Kimi Räikkönen   | Ferrari              | 1:23.149 |
| Vrije training 3 | 5   | 77 | Valtteri Bottas  | Williams-Mercedes    | 1:23.500 |

Testcoureur in vrije training 1:
 Alfonso Celis Jr. (Force India-Mercedes, P12)

## Kwalificatie
Lewis Hamilton behaalde voor Mercedes zijn zevende pole position van het seizoen door teamgenoot Nico Rosberg te verslaan. De Ferrari's van Sebastian Vettel en Kimi Räikkönen eindigden als derde en vierde, voor de Williams van Valtteri Bottas. Het Red Bull-duo Daniel Ricciardo en Max Verstappen kwalificeerde zich als zesde en zevende, voor de Force India-coureurs Sergio Pérez en Nico Hülkenberg. De top 10 werd afgesloten door Esteban Gutiérrez, die de eerste Haas-coureur werd die uitkwam in het laatste deel van de kwalificatie.
Romain Grosjean kreeg een straf van vijf startplaatsen omdat hij na de derde vrije training zijn versnellingsbak moest wisselen.

### Kwalificatie-uitslag
| Pos                 | No | Coureur           | Constructeur         | Q1        | Q2       | Q3       | Grid |
| ------------------- | -- | ----------------- | -------------------- | --------- | -------- | -------- | ---- |
| 1                   | 44 | Lewis Hamilton    | Mercedes             | 1:21.854  | 1:21.498 | 1:21.135 | 1    |
| 2                   | 6  | Nico Rosberg      | Mercedes             | 1:22.497  | 1:21.809 | 1:21.613 | 2    |
| 3                   | 5  | Sebastian Vettel  | Ferrari              | 1:23.077  | 1:22.275 | 1:21.972 | 3    |
| 4                   | 7  | Kimi Räikkönen    | Ferrari              | 1:23.217  | 1:22.568 | 1:22.065 | 4    |
| 5                   | 77 | Valtteri Bottas   | Williams-Mercedes    | 1:23.264  | 1:22.499 | 1:22.388 | 5    |
| 6                   | 3  | Daniel Ricciardo  | Red Bull-TAG Heuer   | 1:23.158  | 1:22.638 | 1:22.389 | 6    |
| 7                   | 33 | Max Verstappen    | Red Bull-TAG Heuer   | 1:23.229  | 1:22.857 | 1:22.411 | 7    |
| 8                   | 11 | Sergio Pérez      | Force India-Mercedes | 1:23.439  | 1:22.922 | 1:22.814 | 8    |
| 9                   | 27 | Nico Hülkenberg   | Force India-Mercedes | 1:23.259  | 1:22.951 | 1:22.836 | 9    |
| 10                  | 21 | Esteban Gutiérrez | Haas-Ferrari         | 1:23.386  | 1:22.856 | 1:23.184 | 10   |
| 11                  | 19 | Felipe Massa      | Williams-Mercedes    | 1:23.489  | 1:22.967 |          | 11   |
| 12                  | 8  | Romain Grosjean   | Haas-Ferrari         | 1:23.421  | 1:23.092 |          | 17   |
| 13                  | 14 | Fernando Alonso   | McLaren-Honda        | 1:23.783  | 1:23.273 |          | 12   |
| 14                  | 94 | Pascal Wehrlein   | MRT-Mercedes         | 1:23.760  | 1:23.315 |          | 13   |
| 15                  | 22 | Jenson Button     | McLaren-Honda        | 1:23.666  | 1:23.399 |          | 14   |
| 16                  | 55 | Carlos Sainz jr.  | Toro Rosso-Ferrari   | 1:23.661  | 1:23.496 |          | 15   |
| 17                  | 26 | Daniil Kvjat      | Toro Rosso-Ferrari   | 1:23.825  |          |          | 16   |
| 18                  | 12 | Felipe Nasr       | Sauber-Ferrari       | 1:23.956  |          |          | 18   |
| 19                  | 9  | Marcus Ericsson   | Sauber-Ferrari       | 1:24.087  |          |          | 19   |
| 20                  | 30 | Jolyon Palmer     | Renault              | 1:24.230  |          |          | 20   |
| 21                  | 20 | Kevin Magnussen   | Renault              | 1:24.436  |          |          | 21   |
| 107% tijd: 1:27.583 |    |                   |                      |           |          |          |      |
| 22                  | 31 | Esteban Ocon      | MRT-Mercedes         | geen tijd |          |          | 22   |

## Wedstrijd

### Verslag
De race werd gewonnen door Nico Rosberg, die zijn zevende overwinning van het seizoen behaalde. Lewis Hamilton werd tweede, nadat hij een slechte start maakte waardoor hij oorspronkelijk terugviel naar de zesde plaats. Sebastian Vettel maakte het podium compleet, met teamgenoot Kimi Räikkönen achter zich. Daniel Ricciardo werd vijfde, nadat hij de als zesde geëindigde Valtteri Bottas enkele ronden voor het einde van de race in wist te halen. De zevende plaats was voor Max Verstappen, die eveneens kort voor het eind een inhaalactie wist te maken, ditmaal op Sergio Pérez, die achtste werd. De laatste punten gingen naar Felipe Massa en Nico Hülkenberg.

### Race-uitslag
| Pos. | No. | Coureur           | Constructeur         | Rondes | Tijd/Oorzaak uitval | Grid | Punten |
| ---- | --- | ----------------- | -------------------- | ------ | ------------------- | ---- | ------ |
| 1    | 6   | Nico Rosberg      | Mercedes             | 53     | 1:17:28.089         | 2    | 25     |
| 2    | 44  | Lewis Hamilton    | Mercedes             | 53     | +15.070             | 1    | 18     |
| 3    | 5   | Sebastian Vettel  | Ferrari              | 53     | +20.990             | 3    | 15     |
| 4    | 7   | Kimi Räikkönen    | Ferrari              | 53     | +27.561             | 4    | 12     |
| 5    | 3   | Daniel Ricciardo  | Red Bull-TAG Heuer   | 53     | +45.295             | 6    | 10     |
| 6    | 77  | Valtteri Bottas   | Williams-Mercedes    | 53     | +51.015             | 5    | 8      |
| 7    | 33  | Max Verstappen    | Red Bull-TAG Heuer   | 53     | +54.236             | 7    | 6      |
| 8    | 11  | Sergio Pérez      | Force India-Mercedes | 53     | +1:04.954           | 8    | 4      |
| 9    | 19  | Felipe Massa      | Williams-Mercedes    | 53     | +1:05.617           | 11   | 2      |
| 10   | 27  | Nico Hülkenberg   | Force India-Mercedes | 53     | +1:18.656           | 9    | 1      |
| 11   | 8   | Romain Grosjean   | Haas-Ferrari         | 52     | +1 ronde            | 17   |        |
| 12   | 22  | Jenson Button     | McLaren-Honda        | 52     | +1 ronde            | 14   |        |
| 13   | 21  | Esteban Gutiérrez | Haas-Ferrari         | 52     | +1 ronde            | 10   |        |
| 14   | 14  | Fernando Alonso   | McLaren-Honda        | 52     | +1 ronde            | 12   |        |
| 15   | 55  | Carlos Sainz jr.  | Toro Rosso-Ferrari   | 52     | +1 ronde            | 15   |        |
| 16   | 9   | Marcus Ericsson   | Sauber-Ferrari       | 52     | +1 ronde            | 19   |        |
| 17   | 20  | Kevin Magnussen   | Renault              | 52     | +1 ronde            | 21   |        |
| 18   | 31  | Esteban Ocon      | MRT-Mercedes         | 51     | +2 ronden           | 22   |        |
| DNF  | 26  | Daniil Kvjat      | Toro Rosso-Ferrari   | 36     | Mechanisch          | 16   |        |
| DNF  | 94  | Pascal Wehrlein   | MRT-Mercedes         | 26     | Mechanisch          | 13   |        |
| DNF  | 30  | Jolyon Palmer     | Renault              | 7      | Schade ongeluk      | 20   |        |
| DNF  | 12  | Felipe Nasr       | Sauber-Ferrari       | 6      | Schade ongeluk      | 18   |        |

## Tussenstanden wereldkampioenschap
Betreft tussenstanden voor het wereldkampioenschap na afloop van de race.

### Coureurs
| Positie | No. | Rijder           | Team                 | Punten |
| ------- | --- | ---------------- | -------------------- | ------ |
| 01      | 44  | Lewis Hamilton   | Mercedes             | 250    |
| 02      | 6   | Nico Rosberg     | Mercedes             | 248    |
| 03      | 3   | Daniel Ricciardo | Red Bull-TAG Heuer   | 161    |
| 04      | 5   | Sebastian Vettel | Ferrari              | 143    |
| 05      | 7   | Kimi Räikkönen   | Ferrari              | 136    |
| 06      | 33  | Max Verstappen   | Red Bull-TAG Heuer   | 121    |
| 07      | 77  | Valtteri Bottas  | Williams-Mercedes    | 70     |
| 08      | 11  | Sergio Pérez     | Force India-Mercedes | 62     |
| 09      | 27  | Nico Hülkenberg  | Force India-Mercedes | 46     |
| 10      | 19  | Felipe Massa     | Williams-Mercedes    | 41     |

### Constructeurs
| Positie | Team                 | Punten |
| ------- | -------------------- | ------ |
| 01      | Mercedes             | 498    |
| 02      | Red Bull-TAG Heuer   | 290    |
| 03      | Ferrari              | 279    |
| 04      | Williams-Mercedes    | 111    |
| 05      | Force India-Mercedes | 108    |
| 06      | McLaren-Honda        | 48     |
| 07      | Toro Rosso-Ferrari   | 45     |
| 08      | Haas-Ferrari         | 28     |
| 09      | Renault              | 6      |
| 10      | MRT-Mercedes         | 1      |